# Campoletis pacifica
Campoletis pacifica là một loài tò vò trong họ Ichneumonidae.